# Jeff Hanneman
Jeffery John "Jeff" Hanneman, född 31 januari 1964 i Oakland, Kalifornien, död 2 maj 2013 i Hemet, Kalifornien, var en amerikansk musiker och gitarrist, samt en av grundarna av thrash metal-bandet Slayer.

## Biografi
Under sina uppväxtår i Los Angeles influerades Hanneman av punken vilket var en starkt bidragande orsak till Slayers snabba och aggressiva sound. Han skrev flertalet av Slayers mest kända låtar såsom "Angel of Death", "Raining Blood", "War Ensemble" och "Seasons in the Abyss". Hanneman hade sin egen gitarrmodell, "The ESP Jeff Hanneman signature model".
I början av 2011 drabbades Hanneman av nekrotiserande fasciit. Han spelade sin sista konsert med Slayer i Indio den 23 april 2011 och ersattes därefter av Exodus-gitarristen Gary Holt. Hanneman avled 2 maj 2013 på ett sjukhus i Kalifornien sedan han drabbats av leversvikt. Den officiella dödsorsaken var alkoholrelaterad skrumplever.
Jeff Hanneman är begravd på Pacific View Memorial Park i Corona del Mar i Newport Beach i Kalifornien.